# The Circus (álbum de Take That)
| Críticas profissionais | Críticas profissionais |
| Avaliações da crítica  | Avaliações da crítica  |
| Fonte                  | Avaliação              |
| ---------------------- | ---------------------- |
| allmusic               | [ 1 ]                  |
| BBC Music              | (positivo)             |
| Daily Mirror           | [ 3 ]                  |
| Digital Spy            | [ 4 ]                  |
| The Evening Standard   | [ 5 ]                  |
| The Guardian           | [ 6 ]                  |
| Orange                 | [ 7 ]                  |
| Yahoo! Music           | [ 8 ]                  |

The Circus é o quinto álbum de estúdio da banda pop britânica Take That. O álbum foi lançado em 1 de dezembro de 2008.
Take That lançou seu primeiro single do álbum, "Greatest Day", em 24 de novembro de 2008, que alcançou a posição número 1 no Reino Unido. O segundo single "Up All Night" foi lançado em 2 de Março de 2009 e chegou ao número 14. O terceiro single "The Garden", foi lançado na Alemanha, Holanda e Austrália em 20 de março de 2009, embora também atingiu o número 97 no Reino Unido sobre as vendas de download digital. O vídeo para a canção foi filmado no Maritime Greenwich Museum, sul de Londres. O quarto single a ser retirado do álbum, "Said It All", foi lançado em Junho de 2009 e atingiu o número 9 no Reino Unido. "Hold Up a Light" foi o quinto e último single retirado do álbum, lançado para promover o primeiro álbum ao vivo do Take That, The Greatest Day - Take That Presents: The Circus Live.

## Faixas
| Edição standard |                              |                                           |         |  |
| N.º             | Título                       | Compositor(es)                            | Duração |  |
| 1.              | "The Garden"                 | Take That                                 | 5:07    |  |
| 2.              | "Greatest Day"               | Take That                                 | 3:59    |  |
| 3.              | "Hello"                      | Take That, Steve Robson                   | 3:31    |  |
| 4.              | "Said It All"                | Take That, Steve Robson                   | 4:15    |  |
| 5.              | "Julie"                      | Take That, Steve Robson                   | 3:53    |  |
| 6.              | "The Circus"                 | Take That                                 | 3:33    |  |
| 7.              | "How Did It Come to This"    | Take That, Jamie Norton, Ben Mark         | 3:12    |  |
| 8.              | "Up All Night"               | Take That, Norton                         | 3:24    |  |
| 9.              | "What Is Love"               | Take That                                 | 3:27    |  |
| 10.             | "You"                        | Take That                                 | 4:12    |  |
| 11.             | "Hold Up a Light"            | Take That, Norton                         | 4:28    |  |
| 12.             | "Here "                      | Take That, Olly Knights, Gail Paridjanian | 4:28    |  |
| 13.             | "She Said" (faixa escondida) | Take That                                 | 2:33    |  |
| Duração total:  | Duração total:               | Duração total:                            | 46:36   |  |

| Faixa bônus japonesa |                |                |         |  |
| N.º                  | Título         | Compositor(es) | Duração |  |
| 14.                  | "Sleepwalking" | Take That      | 3:14    |  |

## Desempenho nas paradas
| Parada (2008)                   | Posição mais alta |
| ------------------------------- | ----------------- |
| Austrian Albums Chart           | 42                |
| Belgian (Flanders) Albums Chart | 94                |
| Danish Albums Chart             | 13                |
| Dutch Albums Chart              | 68                |
| European Albums Chart           | 5                 |
| German Albums Chart             | 14                |
| Greek Albums Chart              | 13                |
| Irish Albums Chart              | 1                 |
| Italian Albums Chart            | 32                |
| Japanese Albums Chart           | 25                |
| Norwegian Albums Chart          | 38                |
| Spanish Albums Chart            | 27                |
| Swedish Albums Chart            | 25                |
| Swiss Albums Chart              | 22                |
| UK Albums Chart                 | 1                 |

| Parada (2008)      | Posição mais alta |
| ------------------ | ----------------- |
| Irish Albums Chart | 5                 |
| UK Albums Chart    | 2                 |
| Parada (2009)      | Posição mais alta |
| Irish Albums Chart | 17                |
| UK Albums Chart    | 13                |
| Parada (2010)      | Posição mais alta |
| Irish Albums Chart | 98                |
| UK Albums Chart    | 133               |

| Precedido por Day & Age de The Killers   | Álbuns número um na UK Albums Chart 7 de dezembro de 2008 – 11 de janeiro de 2009    | Sucedido por Only by the Night de Kings Of Leon |
| Precedido por The Priests de The Priests | Álbuns número um no Irish Albums Chart 12 de dezembro de 2008 – 1 de janeiro de 2009 | Sucedido por I Am... Sasha Fierce de Beyoncé    |

## Certificações
| Região            | Certificação |
| ----------------- | ------------ |
| Dinamarca (IFPI)  | Ouro         |
| Irlanda (IRMA)    | 8× Platina   |
| Reino Unido (BPI) | 7× Platina   |
| Europa (IFPI)     | 2× Platina   |

## Histórico de lançamento
| Região         | Data                   | Selo                    | Formato       | Nº de catálogo |
| -------------- | ---------------------- | ----------------------- | ------------- | -------------- |
| Alemanha       | 28 de novembro de 2008 | Polydor                 | Compact Disc  | B001JCDWAS     |
| Alemanha       | 28 de novembro de 2008 | Polydor                 | Edição Deluxe | B001IA46DI     |
| Reino Unido    | 1 de dezembro de 2008  | Polydor                 | Compact Disc  | 1787444        |
| Reino Unido    | 1 de dezembro de 2008  | Polydor                 | Edição Deluxe | 1790124        |
| Estados Unidos | 2 de dezembro de 2008  | Universal International | Compact Disc  | B001IA46D8     |
| Estados Unidos | 2 de dezembro de 2008  | Universal International | Edição Deluxe | B001IA46DI     |
| Japão          | 3 de dezembro de 2008  | Universal International | Compact Disc  | UICP1101       |
| Brasil         | 17 de dezembro de 2008 | Universal International | Compact Disc  | 602517919914   |